# Богун, Хамфри де, 2-й граф Херефорд
Хэмфри IV де Богун (англ. Humphrey V de Bohun, ок. 1208 — 24 сентября 1275) — 2-й граф Херефорд и наследственный Лорд Верховный констебль Англии с 1220, 1-й граф Эссекс с 1239, сын Генри де Богуна, 1-го графа Херефорда, и Мод де Мандевиль. Играл ведущую роль в борьбе баронов против короля Генриха III.

## Биография
После смерти отца в 1220 году Хамфри унаследовал его обширные владения. В том же году он был утверждён как граф Херефорда и Лорд верховный констебль Англии. А после смерти матери в 1236 году он унаследовал владения Мандевилей в Эссексе, хотя графом Эссекса он был утверждён в 1239 году.
В 1227 году Хамфри помог решить спор между королём Генрихом III и его братом, Ричардом Корнуэльским.
В 1236 году Хамфри присутствовал во время бракосочетания короля Генриха III и Элеоноры Прованской. Позже он был одним из девяти крёстных отцов их наследника Эдуарда — будущего короля Эдуарда I.
В 1239/1241 году Хамфри был назначен шерифом Кента и констеблем Дуврского замка.
В 1242 году Генрих III снарядил экспедицию во Францию для отвоёвывания Пуату, которая была в своё время захвачена королём Франции Людовиком VIII. Хамфри сопровождал короля в Гасконь, однако вскоре вернулся в Англию в сопровождении Ричарда Корнуэльского.
В 1244 году Хамфри вместе с Ричардом де Клером, 2-м графом Глостера, принимал участие в подавлении восстания против английского владычество в Уэльсе. Однако несмотря на начальные успехи, англичане были разбиты.
В марте 1246 года Хамфри участвовал в составлении письма папе римскому, протестуя против поборов римской курии в Англии.
В 1250 году Хамфри отправился в Крестовый поход.
В 1256—1258 году Хамфри участвовал в войне против Уэльса. А в 1259 году он в числе других баронов участвовал в составлении перемирия между Генрихом III и принцем Уэльским Лливелином ап Грифидом. Однако в следующем году военные действия опять возобновились. Мир был заключён в 1262 году, в переговорах с Ллевилином опять участвовал Хамфри.
В 1250-е годы среди английской знати стало зреть недовольство правлением короля Генриха III. Одним из поводов послужило то, что после его брака с Элеонорой Прованской в окружении королевы было много выходцев из Франции. Для их содержания король увеличил государственные расходы. Бароны сочли это нарушением Великой хартии вольностей, о чём королю было сообщено в протесте в 1253 году в Вестминстере. В составлении протеста участвовал и Хамфри.
В 1258 году в Оксфорде были созданы так называемые «Оксфордские провизии» — попытка ограничить королевскую власть в Англии. В состав королевского совета вошёл и Хамфри.
В 1260 году Хамфри был назначен судьёй для графств Херефордшир, Глостершир и Вустершир.
После восстания Симона де Монфора в 1263 году Хамфри поддержал короля, несмотря на то что его старший сын Хамфри V поддержал Симона. В 1264 году Хамфри Старший участвовал в битве при Льюисе, где попал в плен к Симону, как и король Генрих III.
В 1265 году Хамфри был избран одним из 12 арбитров, чтобы заключить мир между королём и Симоном.
Хамфри умер на пути в Кенилворт (Уорикшир) 24 сентября 1275 года и был похоронен в родовой усыпальнице в аббатстве Лантони. Поскольку его старший сын умер ещё в 1265 году, то наследовал ему внук, Хамфри (VII).

## Брак и дети
1-я жена: с ок. 1236 Маго де Лузиньян (ум. 12 августа 1241), дочь Рауля I де Лузиньяна, графа д’Э и сеньора д’Иссуден, и Алисы д’Э. Дети:
- Хамфри V (ум. 27 октября 1265), сеньор Брекона, соратник Симона де Монфора, член Совета Девяти
- Мод (Матильда) (ум. 1252); 1-й муж: Ансельм Маршал (ум. 22/24 декабря 1245), 6-й граф Пембрук; 2-й муж: ранее 5 июня 1250 Роджер де Квинси (ум. 25 апреля 1264), 2-й граф Уинчестер
- Элис (ум. до 1255); муж: Роджер V де Тосни (25 сентября 1235 — 10 июня 1263/14 мая 1264), лорд Фламстеда (Хертфордшир)
- (?) Элеонора (ум. после 1278); муж: с 1257 Иоанн Верденский (ум. 1274)
- (?) дочь
- (?) дочь

2-я жена: после 1241 Мод де Авенбери (ум. 1273). Дети:
- Джон де Богун из Харсфельда (ум. после 1282), лорд Верховный констебль Англии в 1282